# Yoshikazu Shirakawa
Pour les articles homonymes, voir Shirakawa.
Yoshikazu Shirakawa, né le 28 janvier 1935 à Ehime-ken au Japon, et mort le 5 avril 2022 est un photographe japonais contemporain spécialisé dans la composition de portraits des beautés naturelles.

## Œuvre
Les ouvrages de Yoshikazu Shirakawa, réédités et affinés depuis 30 ans rassemblent notamment des clichés aériens des grands pics montagneux réalisés aux premières lueurs du jour. Parmi ceux-ci, on peut citer :
- Himalaya
- Eternal America
- The Alps